# In Common 2
In Common 2 ist ein Jazzalbum von Walter Smith III und Matthew Stevens. Die 2019 entstandenen Aufnahmen erschienen 2020 auf Whirlwind Recordings.

## Hintergrund
Die Band nahm 2017 zum ersten Mal zusammen auf, um die für die Session geschriebenen Originalkompositionen zu interpretieren. Mit den beiden Bandleadern Smith/Stevens spielten nicht nur Schlagzeuger Nate Smith und der Bassistin Linda May Han Oh. Während auf In Common zusätzlich mit dem Vibraphonisten Joel Ross ein Spieler der neuen Generation vorgestellt wurde, präsentiert In Common 2 den jungen Pianistin Micah Thomas. Neun der Stücke sind Originalkompositionen; der Titel „Roy Allan“, der als Duett das Album eröffnet, ist eine Hommage an den verstorbenen Roy Hargrove, der den Titel komponierte (die Originalversion erschien 1995 auf Hargroves Album Family).
Für das Coverbild hat die Plattenfirma die Gruppenaufnahme aus dem ersten In Common-Album von 2018 genommen und die übergroßen Köpfe der neuen Mitglieder auf die Körper der ausgeschiedenen Rhythmusgruppe geklebt. So blicken Pianist Micah Thomas (der den Platz von Joel Ross einnimmt), die Bassistin Linda May Han Oh und der Schlagzeuger Nate Smith über die zerknitterte Freizeitkleidung ihrer Vorgänger.

## Titelliste

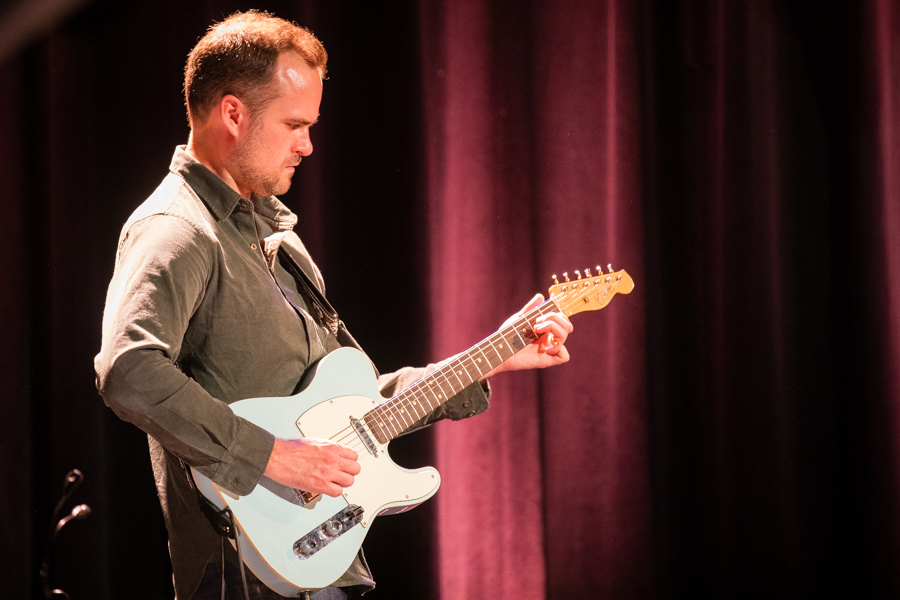
Matthew Stevens Nasjonal Jazzscene, Oslo 2019

- Walter Smith III: In Common 2 (Whirlwind Recordings)

1. Roy Allan (Hargrove)
2. Lotto
3. Cowboy
4. Clem
5. Van Der Linde
6. Provinces
7. General George Washington
8. Little Lamplight
9. Opera; Type Rider

- Soweit nicht anders angegeben, stammen die Kompositionen Walter Smith III und Matthew Stevens.

## Rezeption
Das Album erfuhr seitens der Jazzkritik durchweg positive Rezeption; J.D. Considine vergab im Down Beat 4½ (von fünf) Sterne. Nach Ansicht von John Bungey, der das Album in London Jazz News rezensierte, präsentiere das Album „kluge, einfallsreiche New Yorker Kammer-Jazz-Töne. „Matthew Stevens ist der Gitarrist für amerikanische Vordenker. Seine pfeffrigen Akkorde und eckigen Läufe verleihen [ansonsten] der Musik von Christian Scott, Esperanza Spalding und Terri Lynne Carrington Würze.“ Auf In Common 2 gebe es  zehn Stücke – Kurzgeschichten mit der gleichen Frische und Spontanität, die man sie auf ihrem ersten Album gehört habe. Doch hätten sie, meint der Autor, hier insgesamt eine größere Schlagkraft. Die Stücke, geschrieben mit dem Ziel, so die Bandleader, schnell zur Musik zu kommen, basierten meist auf einfachen Riffs, Stimmungen, die Melancholie und Fröhlichkeit vermischen. Die Musik, so Bungeys Resümee, „ist eine mitreißende Mischung aus Struktur und Improvisation, Funk und freier Form - eine brauchbar Aktualisierung dessen, wohin einige der kreativsten Spieler New Yorks gehen.“

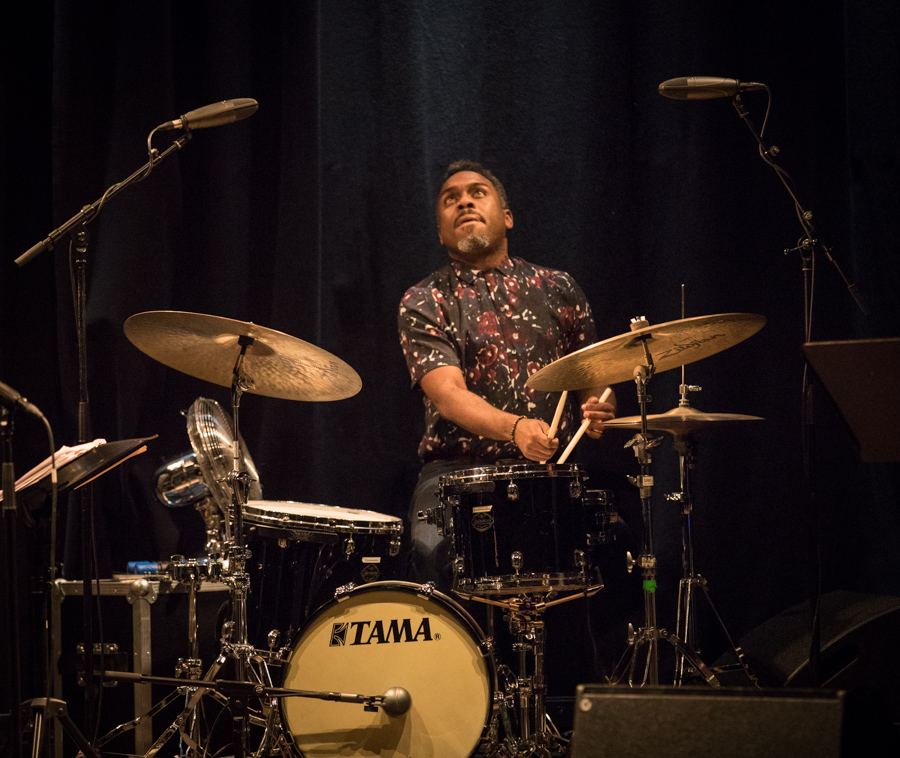
Nate Smith 2017

Der Kritiker des Glide Magazins schrieb: „Wie sein Vorgänger schafft es In Common 2, gleichzeitig frei und stark strukturiert, melodisch zugänglich und dennoch durch und durch zeitgemäß zu sein, meist nachdenklich im Ton und eher einfach und schön strukturiert. Mit vielen der Songs, die in einem einzigen Take aufgenommen wurden, unterstreicht das Album den Erfindungsreichtum und die Unmittelbarkeit, die diese verwandten Geister gemeinsam haben.“
Paul Rauch (All About Jazz) verlieh dem Album 3½ (von fünf) Sterne und meinte, mit In Common 2 werde die Dynamik der modernen Jazzmusik eingefangen, die innerhalb der dichten Struktur der Komposition immer freier wird. Die Originalstücke seien „modern, melodisch und zugänglich. Für einen melodiebasierten Improvisator wie Smith III sind die Melodien und das Personal ein perfektes Mittel für seine Fähigkeiten. Aus dem gleichen Grund scheinen die Melodien Stevens’ ein wenig herumzuwirbeln, mit positiven Ergebnissen.“ Die Session habe es geschafft, ein Gefühl der Spontanität und der wahren Erfindung in der Form aufrechtzuerhalten, die in einer klaren, gemeinsamen Sprache gesprochen werde. Zwar würden hier nur wenige Risiken eingegangen, aber es gebe viel aufschlussreiches Spiel in einer Vielzahl von Musiklandschaften.
Mat Micucci nahm das Album in Jazziz in die Liste der empfehlenswerten Veröffentlichungen des Monats auf und schrieb, verglichen mit dem Vorgängeralbum sei der Sound anders und doch gleichermaßen dynamisch, auch frei und strukturiert zugleich. Des Weiteren trüge die veränderte Besetzung dazu bei, „die Dinge frisch zu halten“.
Phil Freeman zählte das Album in Stereogum zu den besten Neuveröffentlichungen des Monats und lobte, die Kompositionen seien das, was Smith One Page Songs nennt – „es sind kurze, einfache Formen, die sich auf melodische Unmittelbarkeit konzentrieren und es der Band ermöglichen, sich auf interessante Weise auszudehnen. Die Ergebnisse sprechen für sich“. So enthalte „Lotto“, der erste vollständige Track auf dem Album nach einer einminütigen einleitenden Hommage an den verstorbenen Roy Hargrove, ein sprudelndes, energiegeladenes Riff, das Smith und Stevens gemeinsam spielen, während die anderen Bandmitglieder die Möglichkeit haben, mächtig zu werden.